# Carnuel
Carnuel és una concentració de població designada pel cens dels Estats Units a l'estat de Nou Mèxic. Segons el cens tenia 872 habitants el 2000 i de 1232 el 2010. Segons el cens del 2000, tenia 371 habitatges, i 244 famílies. La densitat de població era de 136,9 habitants per km².